# Hassium
Hassium, tidigare provisoriskt kallat unniloctium, är ett syntetiskt radioaktivt grundämne som tillhör transuranerna. Den mest stabila isotopen, 265Hs, har en halveringstid på 0,002 sekunder.
Ämnet upptäcktes för första gången 1984 hos Gesellschaft für Schwerionenforschung (GSI) i Darmstadt. Det uppkallades efter det latinska namnet för det tyska förbundslandet Hessen, som Darmstadt ligger i.